# Genac-Bignac

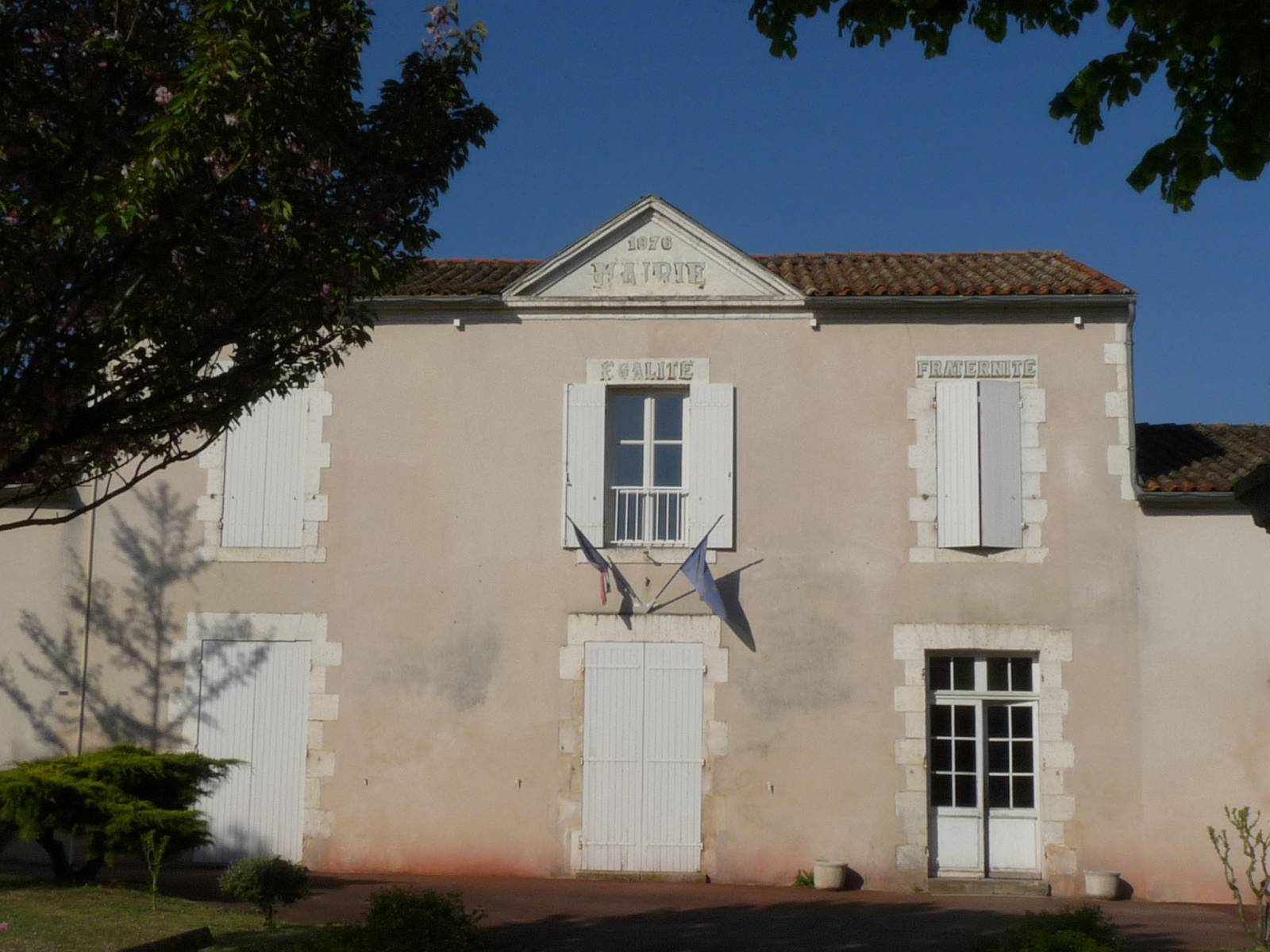
Die Mairie von Genac-Bignac

Genac-Bignac ist eine französische Gemeinde mit 973 Einwohnern (Stand: 1. Januar 2022) im Département Charente in der Region Nouvelle-Aquitaine. Sie gehört zum Arrondissement Cognac und zum Kanton Val de Nouère.
Sie entstand als Commune nouvelle mit Wirkung vom 1. Januar 2016 durch die Zusammenlegung der bisherigen Gemeinden Genac und Bignac. Die ehemaligen Gemeinden verfügen in der neuen Gemeinde über den Status einer Commune déléguée. Der Verwaltungssitz befindet sich im Ort Genac.

## Gliederung
| Ortsteil                | ehemaliger INSEE-Code | Fläche (km²) | Einwohnerzahl zum 1. Januar 2019 |
| ----------------------- | --------------------- | ------------ | -------------------------------- |
| Genac (Verwaltungssitz) | 16148                 | 25,84        | 773                              |
| Bignac                  | 16043                 | 07,77        | 238                              |

## Lage
An der östlichen Gemeindegrenze verläuft die Charente. Nachbargemeinden sind Gourville im Nordwesten, Marcillac-Lanville im Norden, La Chapelle im Nordosten, Vouharte im Osten, Saint-Genis-d’Hiersac im Süden und Saint-Cybardeaux im Westen.